# Cálibes
Os cálibes, cáldios, calibes (em grego: Χάλυβες ou Χάλυβοι; romaniz.: chalybes ou chályboi; em latim: Chaldaei; em georgiano: ხალიბები) foram uma tribo de proto-georgianos da Antiguidade Clássica da região da Anatólia conhecida como Cáldia e aos quais se atribui a invenção da metalurgia do ferro. Estabeleceram-se junto às margens do Mar Negro, numa área que ia do rio Hális a Farnaceia e Trebizonda a leste e se estendia para sul até à Anatólia Oriental. Embora o nome seja muito semelhante aos caldeus do sul da Mesopotâmia, não há qualquer relação entre estes dois povos.
As principais fontes históricas sobre os cáldios são relatos de autores clássicos que incluem Homero, Estrabão e Xenofonte. Os cáldios ou cálibes, mossínecos e tibarenos (também chamados tubal, tabal e thobeles) são citados como os primeiros ferreiros da história pelos autores clássicos. No período romano, os caldes e cálibes são mencionados por Plutarco (Lúculo c. 14) como estando estabelecidos na "Capadócia Pôntica", ou seja a secção designada como "Ponto Capadócio" da província romana do Ponto.
O nome da tribo significa "aço temperado" ou "aço" em grego, um termo que passou para o latim como chalybs ("aço"). Segundo o linguista britânico Archibald Sayce (1846–1933), o nome grego cálibe derivava do hitita Khaly-wa ("terra de Hális").